# Beelden in de VanDusen Botanical Garden

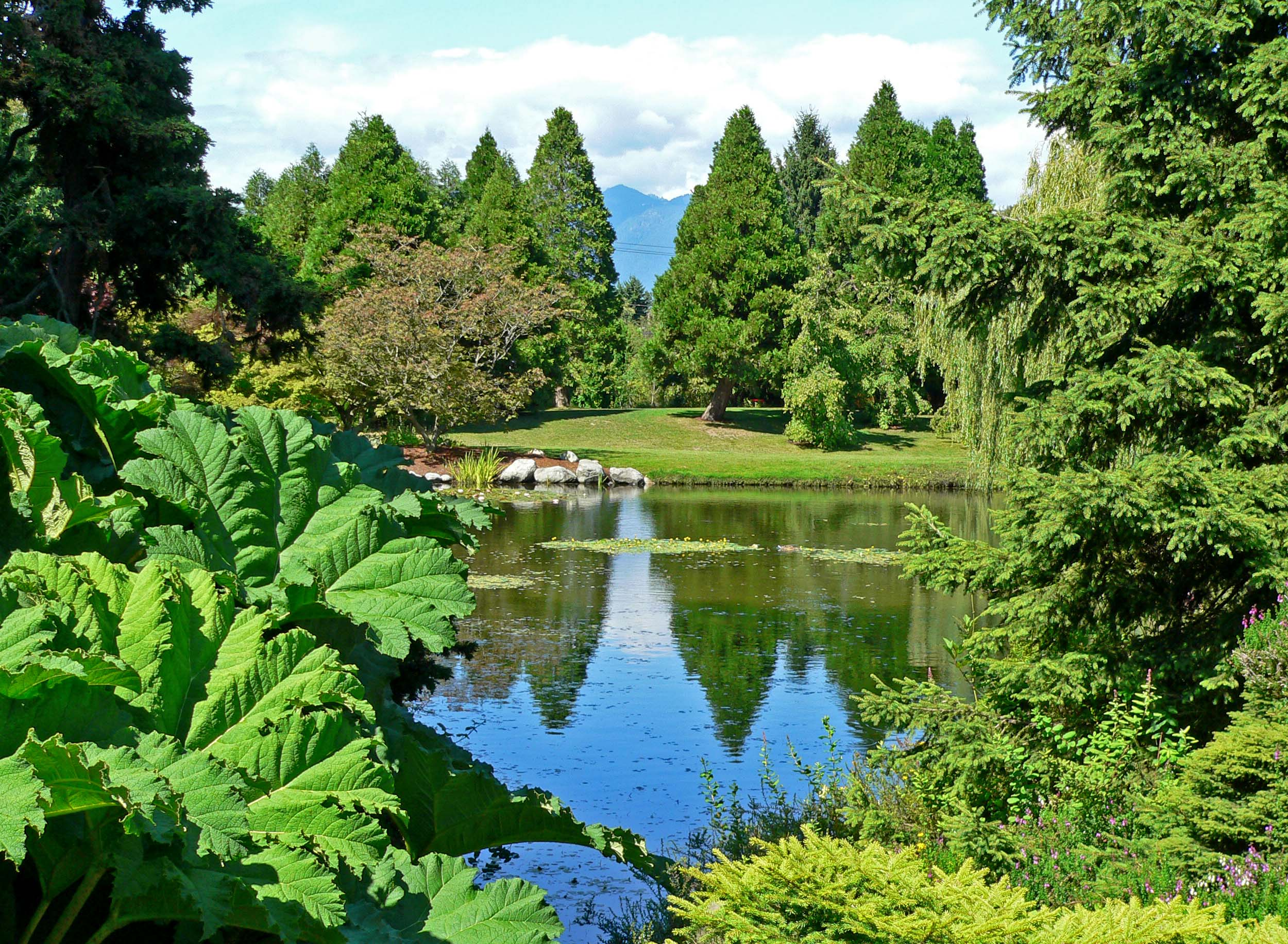
Het park

Beelden in de VanDusen Botanical Garden is een beeldenpark in de VanDusen Botanical Garden, gelegen aan de Oak Street/West 37th Avenu in de Canadese stad Vancouver.

## Geschiedenis
Het beeldenpark vindt zijn oorsprong in het Vancouver International Stone Sculpture Symposium, dat in 1975 in de stad Vancouver werd gehouden. Twaalf internationale en Canadese steenbeeldhouwers werden uitgenodigd, op initiatief van de Vancouver School of Art en onder leiding van de beeldhouwer Gerhard Class, sculpturen ter plekke in het park te maken van marmer of travertin. Elf beelden hebben een plaats gekregen, die door de kunstenaars zelf werd gekozen. Deze collectie werd aangevuld met beelden afkomstig van giften en beelden die in opdracht voor het park werden vervaardigd.

## De collectie van 1975
1. Hiromi Akiyama : For the Botanical Garden
2. Joan Gambioli : Earth, Air and Sea
3. Mathias Hietz : In Memoriam of Teilhard de Chardin
4. Olga Jancic : Meta Morphosis
5. Kubach-Wilmsen : Horizontal Columns
6. David Franklin Marshall : Three Forms of Family Life
7. Michael Prentice : Developing Form
8. David Rubin, genaamd "Piqtoukun" : Observing Your Society
9. Adolf Ryszka: Between
10. Jiro Sugawara : Landscape 75
11. Kiyoshi Takahasi : Woman

Onder andere aangevuld met de werken:
- Fisher Hauling in the Net (1976) van Gerhard Juchum
- Throne of Nezahualcoyotl (1978) van Enrique Carbajal González (gift van Mexico)
- bustes Archibald Menzies, Carl Linnaeus en David Douglas van Jack Harman
- Drinking Fountain van David Backskom
- Sundial van Gerhard Class

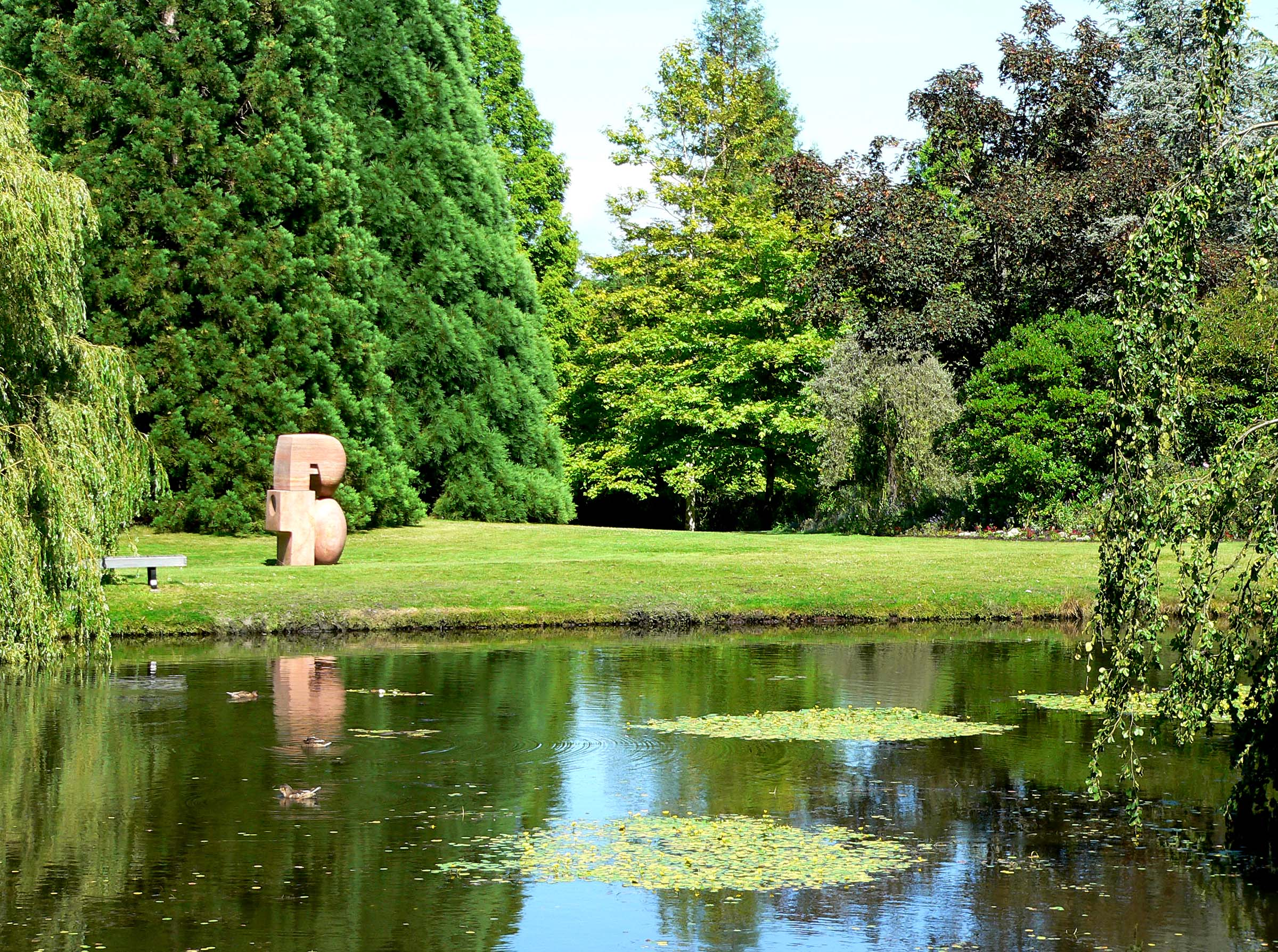
David Franklin Marshall: Three Forms of Family Life
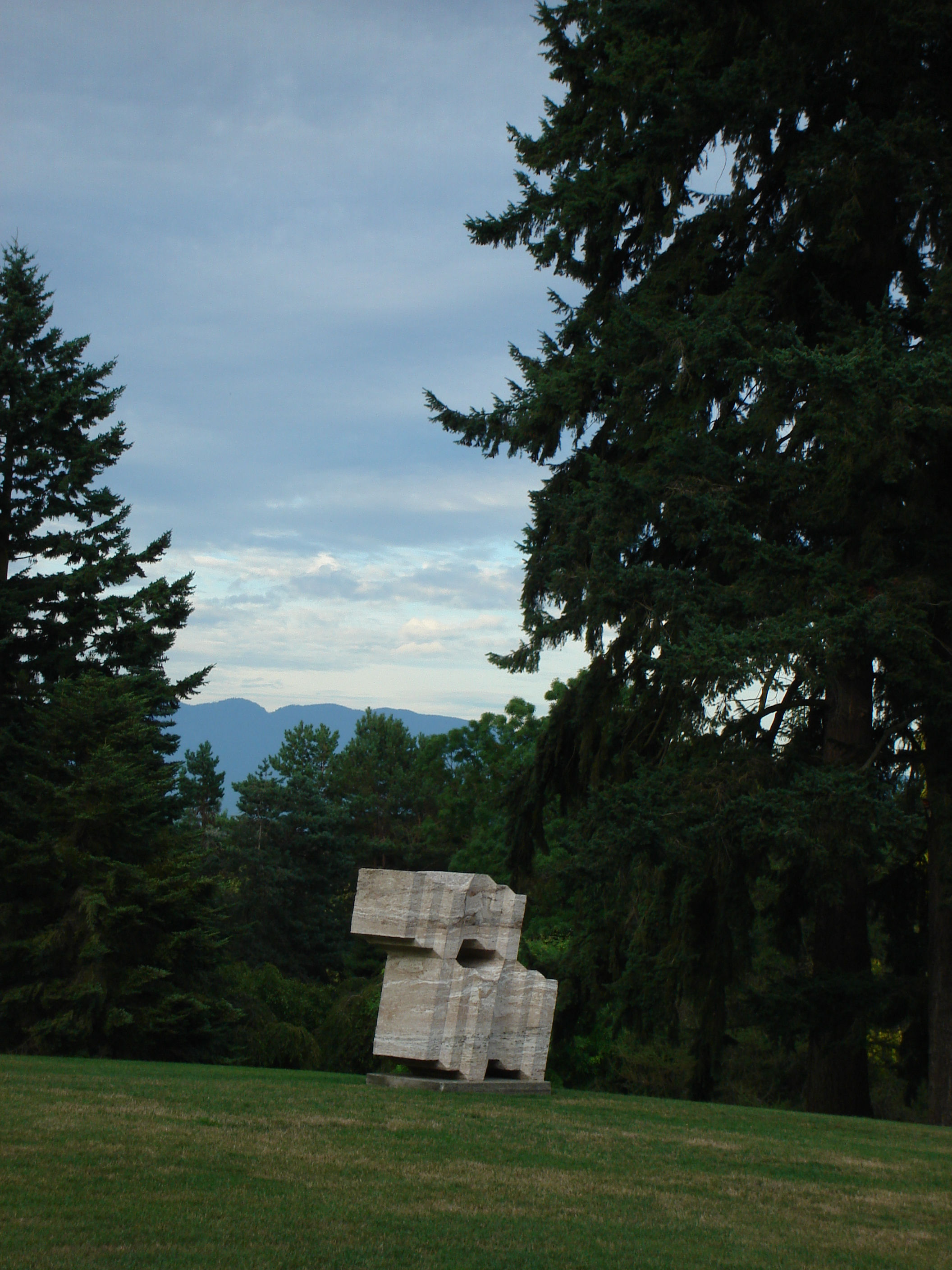
Hiromi Akiyama: For the Botanical Garden
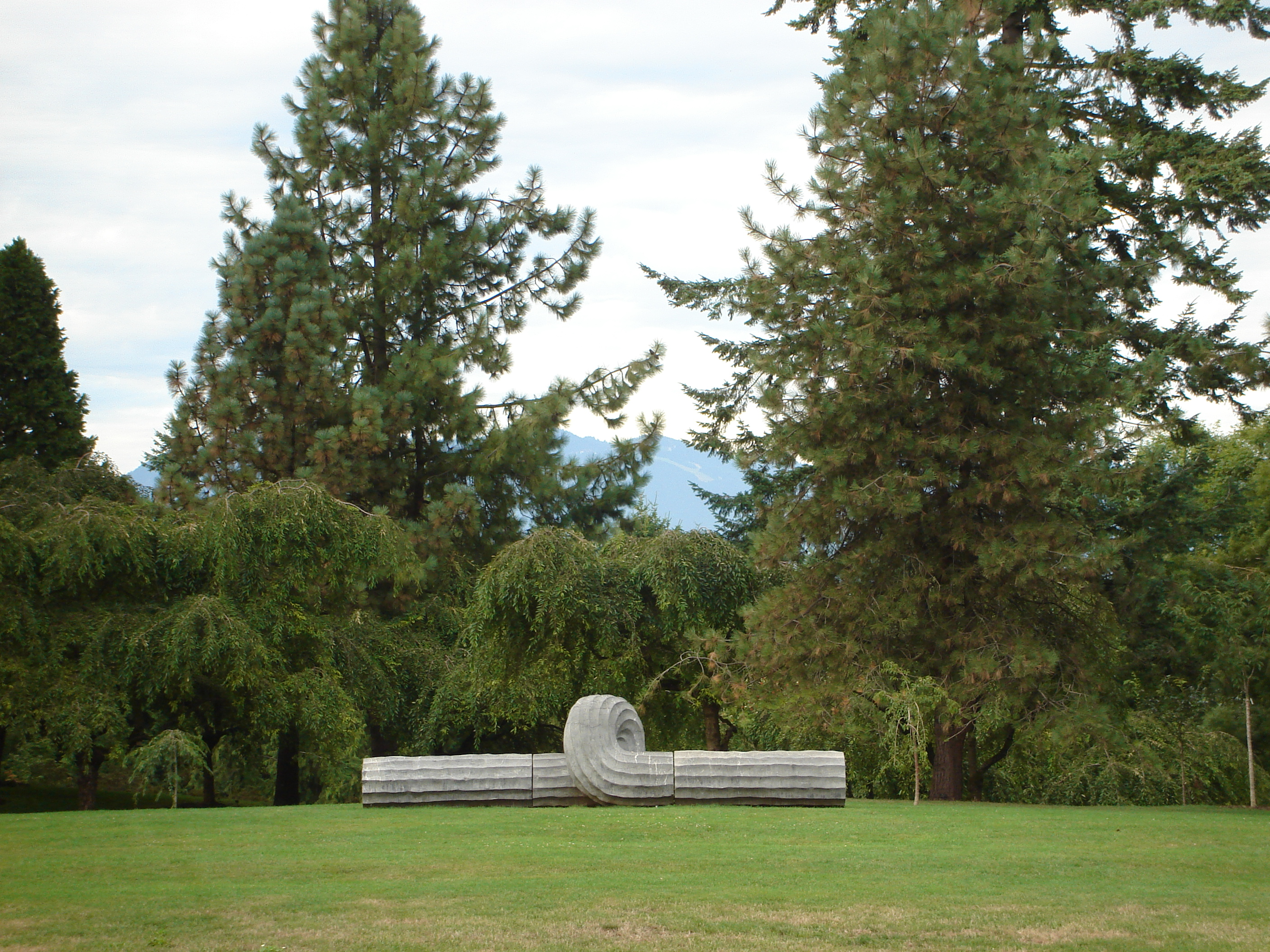
Kubach-Wilmsen: Horiontal Columns